# Велика Бийгань
Вели́ка Бийгань (угор. Nagybégány) — село в Україні, у Закарпатській області, Берегівському районі, центр Великобийганської громади.
Колишні назви: Велика Бейгань, Велика Бейгонь.
У селі розташована Свердловина № 108 — гідрологічна пам'ятка природи місцевого значення.

## Населення

### Мова
Розподіл населення за рідною мовою за даними перепису 2001 року:
| Мова       | Кількість | Відсоток |
| ---------- | --------- | -------- |
| угорська   | 1657      | 87.53%   |
| українська | 225       | 11.89%   |
| російська  | 10        | 0.53%    |
| циганська  | 1         | 0.05%    |
| Усього     | 1893      | 100%     |

## Герб
Щит розтятий срібним і лазуровим. У першій частині рука в червоному одязі, що тримає зелену виноградну лозу з таким же листям і лазуровими гронами. У другій частині із зеленою базою срібний півмісяць вліво з людським обличчям, що супроводжується зверху двома золотими шестипроменевими зірками в балку, а знизу - золотим пнем поверх бази.

## Історія села
Перше поселення на навколишній місцевості з’явилися в епоху короля Арпада (9-10 ст.) і мало назву Ов-Бийгань.  Археологами знайдені й давніші сліди людського освоєння - стоянка людини, знайдена на землях села, датується періодом 20-30 тис. років до н.е., одне поселення – 5 тис. до н.е., інше  -  2-1 ст. до н.е. Назва села, вочевидь, походить від власного імені Беган.
З ХІ ст. селом володіє рід Бийгані. Перша письмова згадка про Бийгань – в літописі 1333 р. Згодом перші власники села втрачатимуть свої володіння. У 1646 році князь Дьердь Ракоці захопив чотири кріпосних володіння Томаша Бегані. У 1794 році власником володінь Бийгані був Янош Дерчені-Вийг. В наступні часи Бийгань належала родинам Немешів, Шіро і Томпа.
1904 р. Міністерство внутрішніх справ Угорщини затвердило герб селища: на срібному щиті рука в червоному рукаві, що тримає зелену виноградну лозу з п'ятьма гронами.

## Архітектурні пам’ятки

### Храми
Перша церква в селі була збудована католиками в 1418 р. В 1565 р. перейшла у власність реформатів, під час пожежі 1686 р. була практично повністю знищена. Відновили храм в 1743 р., в 1760 р. до нього  добудували вежу. Протягом 1839 – 1846 рр. пройшла ґрунтовна реставрація, 1 листопада 1846 року відбулося урочисте відкриття храму та його освячення під титулом Всіх Святих. Нині церква внесена до списку Пам’яток архітектури місцевого значення як «романо-готичний костьол».  

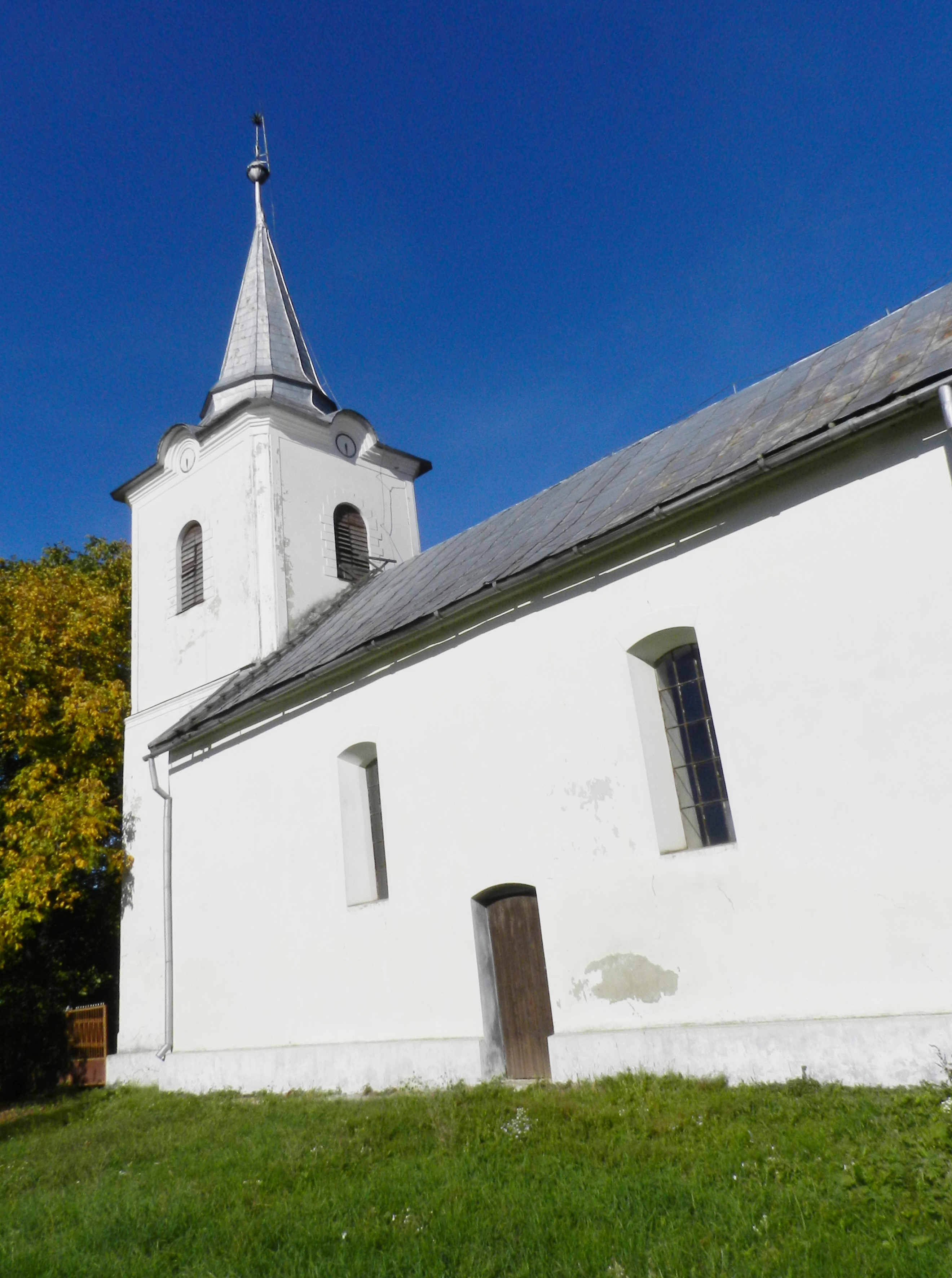
Реформатська церква, 1846 р.

Неподалік від реформатської церкви по тому ж боку вулиці знаходиться греко-католицька церква, побудована у 1805 р., з невеликою дерев’яною дзвіницею. Церква знаходиться дещо в глибині двору, на передньому плані комплексу споруд – нова дерев’яна дзвіниця. Вона збудована в 2009 р. Юлієм Товтом, на фасаді дзвіниці угорською мовою написано: «Кличу живих, плачу за мертвими, відкликаю бурю».

### Садиба Немеша
З іншого боку від реформатської церкви, неподалік від неї, стоїть цікавий об’єкт промислової архітектури – сховище для зерна, збудоване в 1908 р., і понині діюче. Сховище належало місцевому землевласнику Іштвану Немешу, у теперішній час є колективною власністю кількох місцевих родин. 

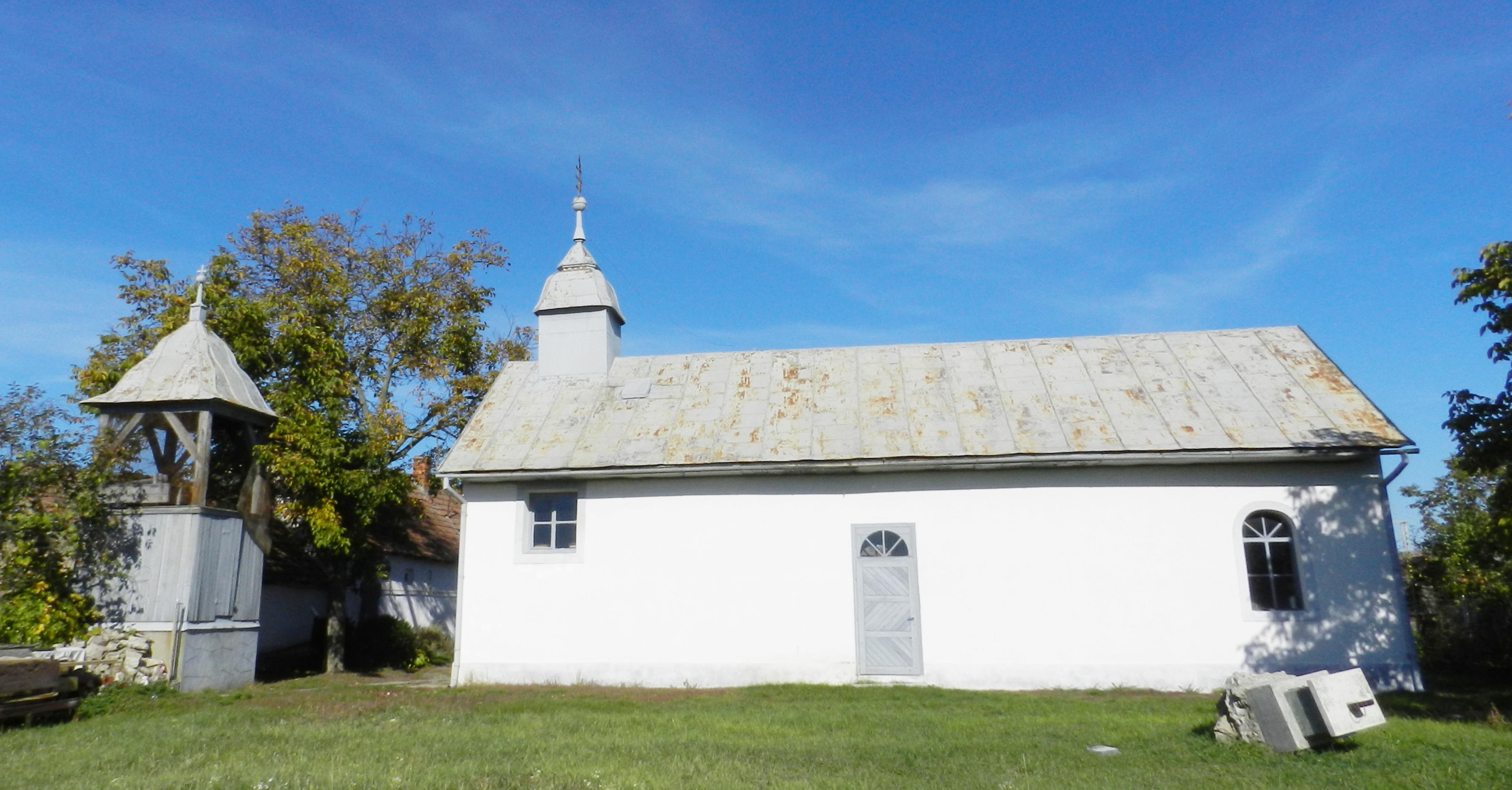
Грекокатолицька церква, 1805 р.

Практично навпроти зерносховища збереглась садиба Іштвана Немеша, орієнтовний вік – початок ХХ ст. Садиба розташована поруч із великою спорудою Будинку культури, збудованого наприкінці 1980-х. Нині в ньому міститься сільська рада, поштове відділення, бібліотека та стоматологічне відділення. Більша ж частина будівлі, із великим спортзалом, пустує та занепадає. 

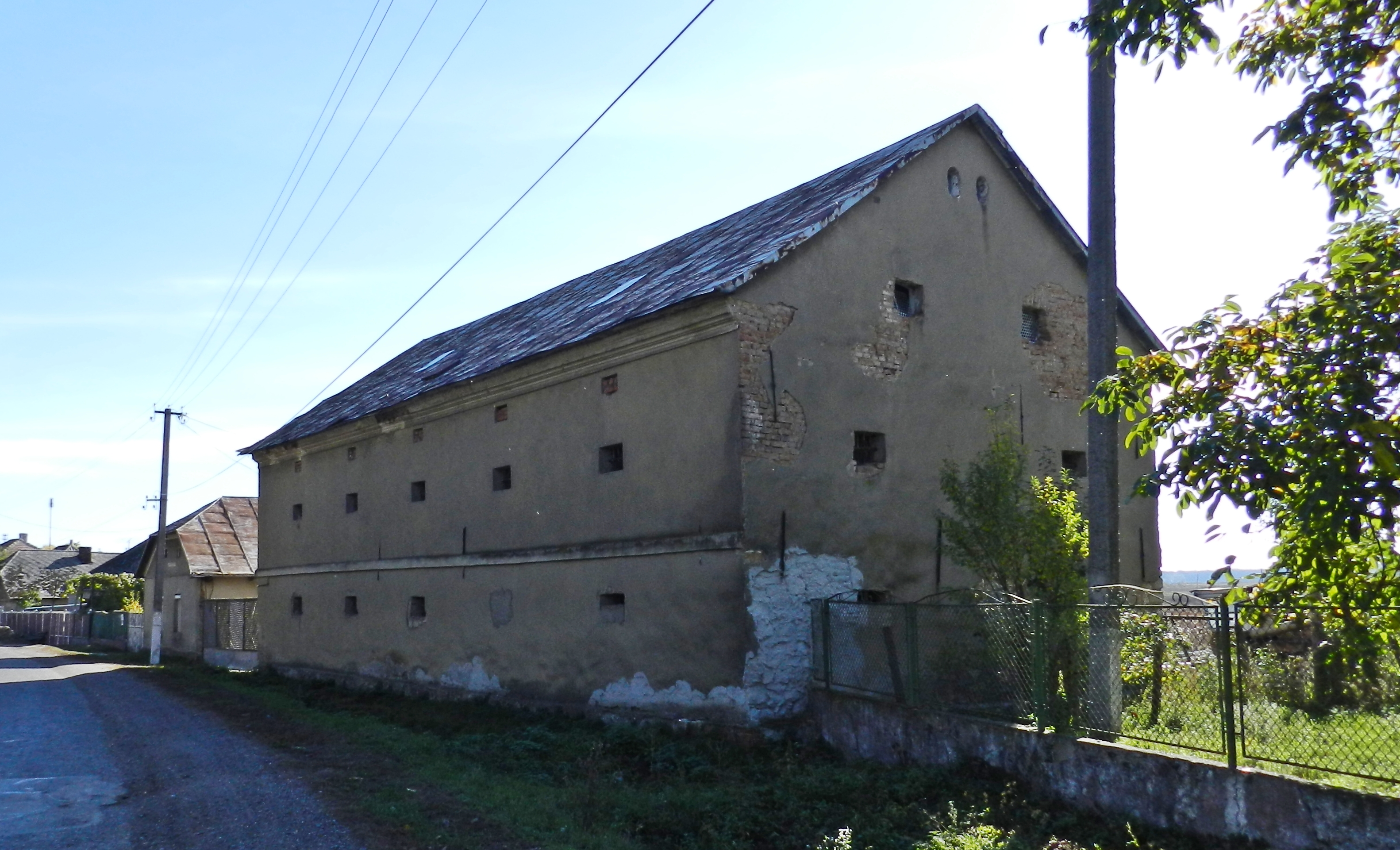
Зерносховище, 1908 р.

В колишній садибі в радянській час була колгоспна контора, а потім дім занепав, і лише нещодавно був врятований. Коштом  голландських  благодійників в ній влаштований дитячий садок. Будинок зазнав внутрішніх перебудов, але його зовнішній вигляд відповідає вигляду угорських маєтків та родових садиб Закарпаття.
Біля дитячого садку (клишньої садиби) між деревами в 1974 р. встановлений пам’ятник радянським воїнам, з залізобетону та брезоліту, автори -  А. Горват та І. Орбан.  Неподалік, навпроти входу до Будинку культури, стоїть мармурований  пам’ятник на честь репресованих сталінським режимом, встановлений в 1993 р.

## Археологічні знахідки
На горі, що піднімається з південного боку села, виявлено два пізньопалеолітичних місцезнаходження, зібрано нуклеуси, відщепи, знаряддя з кременю. В селі знайдено великий бронзовий скарб із 115 предметів, у тому числі два фрагменти мідних чекано-молотів. Скарб датується гальштатським часом. Другий бронзовий скарб виявлено у 1963 році під час риття колгоспного водоймища. У його складі 11 предметів, датуються добою пізньої бронзи.
У кінці ХІХ століття між селами Мала Бийгань та Велика Бийгань була засвідчена курганна група, тепер розорана. У східному напрямку від села, біля залізниці, розташований курган висотою 0,8 метрів, діаметром 25–30 метрів. Поселення доби бронзи розташоване на правому березі річки Верка. В цій місцевості у 1909 році знайдено бронзовий скарб з восьми предметів, що датується епохою пізньої бронзи.

## Відомі особистості
В поселенні народився:
- Жолт Гайдош (* 1993) — угорський футболіст.

## Туристичні місця
-  Свердловина № 108 — гідрологічна пам'ятка природи місцевого значення.
- стоянка людини, знайдена на землях села, датується періодом 20-30 тис. років до н.е.
- два пізньопалеолітичних місцезнаходження
- у 1909 році знайдено бронзовий скарб з восьми предметів, що датується епохою пізньої бронзи.
- знайдено великий бронзовий скарб із 115 предметів, у тому числі два фрагменти мідних чекано-молотів.
-  бронзовий скарб виявлено у 1963 році під час риття колгоспного водоймища. У його складі 11 предметів, датуються добою пізньої бронзи.
- У східному напрямку від села, біля залізниці, розташований курган висотою 0,8 метрів, діаметром 25–30 метрів.
- храм 1743 р.
- греко-католицька церква, побудована у 1805 р
- сховище для зерна, збудоване в 1908 р.
- садиба Іштвана Немеша, початок ХХ ст. 
- пам’ятник на честь репресованих сталінським режимом
- пам’ятник радянським воїнам, з залізобетону та бризоліту

## Літературні посилання
- І Велика, і Мала Бийгань сподіваються на великі туристичні перспективи [Архівовано 17 січня 2019 у Wayback Machine.]
- Архітектурні, історичні та природні цінності Берегівщини

| Україна | Це незавершена стаття з географії України. Ви можете допомогти проєкту, виправивши або дописавши її. |